# Vaya Con Dios
Vaya Con Dios (від ісп. «Іди з Богом») — бельгійський гурт, заснований у 1986 році, що грає латинську (іспанську) музику з додаванням ритм-енд-блюзу. Солістка колективу Дані Клейн відповідає не тільки за вокал, але й за репертуар і стиль групи, який можна охарактеризувати як суміш латин-долі, квік-степу, джазу і повільного фокстроту. Найвідоміші альбоми «Vaya con Dios» — це «Time Flies», «Night Owls» і «Roots & Wings».

## Дискографія

### Альбоми
| Date          | Title                                           | Chart                  | Certification                     |
| ------------- | ----------------------------------------------- | ---------------------- | --------------------------------- |
| Жовтень 1988  | Vaya Con Dios                                   |                        |                                   |
| Квітень 1990  | Night Owls                                      |                        | Platinum (NL)                     |
| Вересень 1992 | Time Flies                                      | #1 NL; #1 (5 weeks) CH | Platinum (NL) ; 3 x Platinum (CH) |
| Вересень 1995 | Roots and Wings                                 |                        | Gold (NL)                         |
| Жовтень 1995  | Best of Vaya Con Dios                           |                        | Greatest hits album               |
| Листопад 1998 | What's a Woman: The Blue Sides of Vaya Con Dios |                        | Greatest hits album               |
| Жовтень 2004  | The Promise                                     |                        |                                   |
| Листопад 2006 | The Ultimate Collection                         | #5 BE                  | Greatest hits album               |
| Жовтень 2009  | Comme on est venu...                            |                        |                                   |

### Сингли
| Date      | Title                                | Chart             | Comments                |
| --------- | ------------------------------------ | ----------------- | ----------------------- |
| 1986      | «Just a Friend of Mine»              |                   |                         |
| 1987      | «Puerto Rico»                        |                   |                         |
| 1988      | «Don't Cry for Louie»                |                   |                         |
| 1989      | «Johnny»                             |                   | Only released in France |
| 1990      | «Nah neh nah»                        |                   |                         |
| June 1990 | «What's a Woman?»                    | #1 (3 weeks) (NL) | Certified Gold in NL    |
| 1990      | «Night Owls»                         |                   |                         |
| 1992      | «Heading for a Fall»                 |                   |                         |
| 1993      | «So Long Ago»                        |                   |                         |
| 1995      | «Don't Break My Heart»               |                   |                         |
| 1996      | «Stay with Me»                       |                   |                         |
| 1996      | «Lonely Feeling»                     |                   |                         |
| 2004      | «No One Can Make You Stay»           |                   |                         |
| 2005      | «La Vida Es Como Una Rosa/Take Heed» |                   |                         |
| 2006      | «Pauvre Diable»                      |                   |                         |
| 2006      | «What's a Woman» ft. Aaron Neville   |                   |                         |

## Учасники гурту
- Дані Клейн (1986—1996) (з 2004) — вокал, продюсер
- Віллі Ламбрегт (1986—1990) — гітара, бек-вокал
- Дірк Схауфс (1986—1991) — акустична гітара, електрична гітара, бек-вокал
- Жан Мішель Гілен (з 1990) — гітара
- Філіпп Алларт (з 1986) — ударні інструменти, продюсер

## Ресурси Інтернету
- Vaya Con Dios' website [Архівовано 18 серпня 2014 у Wayback Machine.]
- Vaya Con Dios at the Belgian Pop & Rock Archives [Архівовано 15 квітня 2007 у Wayback Machine.]
- Vaya Con Dios and Dani Klein Forums [Архівовано 16 лютого 2007 у Wayback Machine.]
- Vaya Con Dios website [Архівовано 13 травня 2021 у Wayback Machine.]